# Височе (Шентюр)
Височе (словен. Visoče) — поселення в общині Шентюр, Савинський регіон, Словенія. 
Висота над рівнем моря: 554,3 м.